# Лорън Амброуз
Лорън Амброуз (на английски: Lauren Ambrose) (родена на 20 февруари 1978 г.) е американска актриса. Известна е с ролята си на Клеър Фишър в сериала „Два метра под земята ООД“, за която е два пъти носител на Наградата на екранните актьори.

## Личен живот
През септември 2001 г. се омъжва за фотографа Сам Хандъл. Семейството има две деца.